# Henryk Siemiradzki

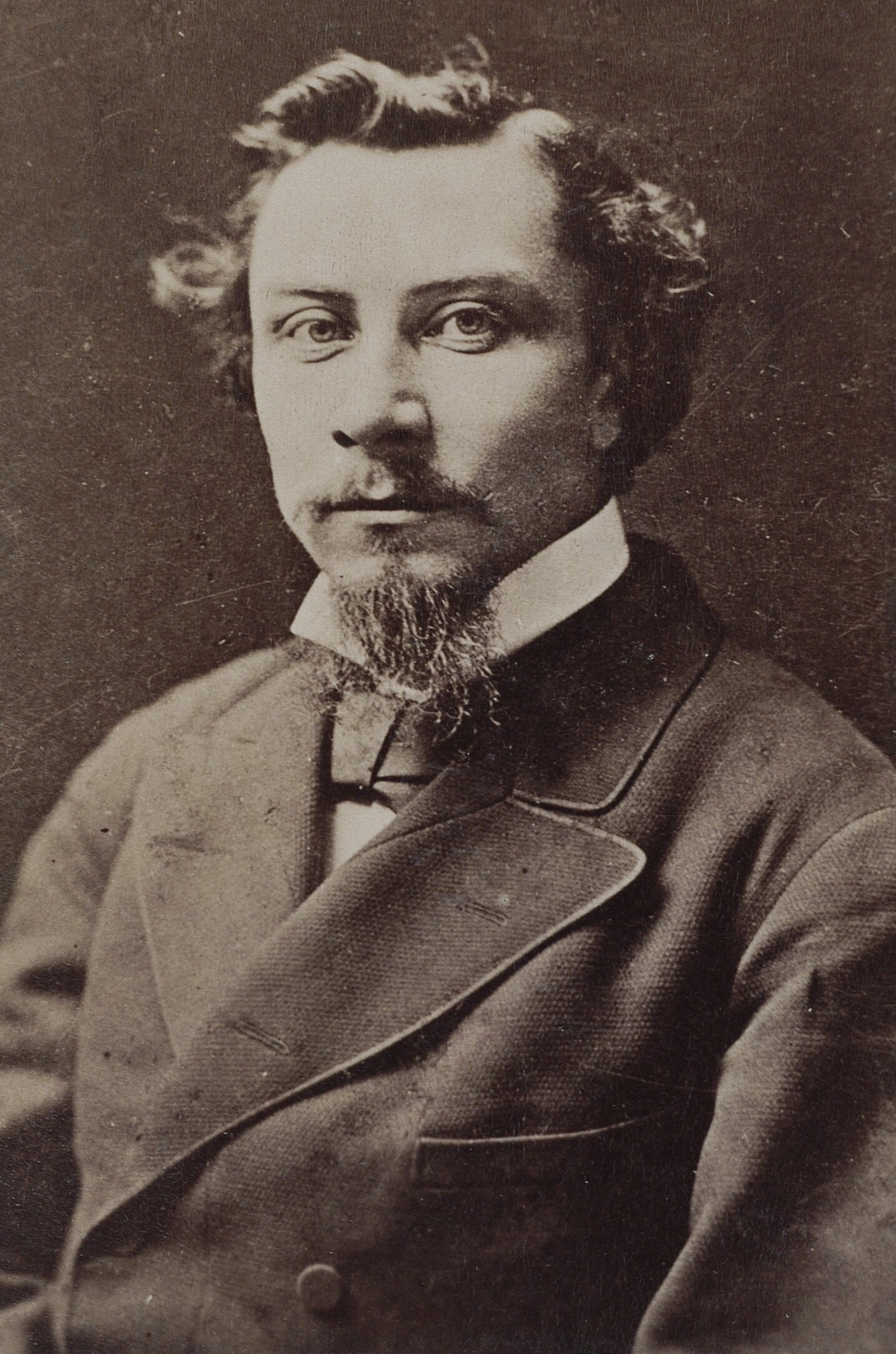
Henryk Siemiradzki

Henryk Siemiradzki (* 12. Oktoberjul. / 24. Oktober 1843greg. in Nowobelgorod bei Charkiw; † 23. August 1902 in Strzałków bei Tschenstochau) war ein polnischer Maler. Er gilt als Vertreter der Salonmalerei und der Akademischen Kunst.

## Leben
Siemiradzki wurde in dem kleinen Dorf Nowobelgorod (heute die Siedlung städtischen Typs Petschenihy 50 km östlich von Charkiw) geboren. Als er vier Jahre alt war, zog seine Familie mit ihm nach Charkiw.
Im Jahre 1860 studierte Siemiradzki auf Wunsch seines Vaters an der physikalischen und mathematischen Fakultät der Universität Charkiw. Im Jahr 1864 schloss er das Studium mit der Diplomarbeit zum Thema „Über die Instinkte der Insekten“ ab. In seiner Studienzeit sammelte Siemiradzki zahlreiche Schmetterlinge, welche ihn bis an sein Lebensende interessierten. Während seines Studiums hielt er Kontakt zu Dmytro Bezperchy und nahm Unterricht bei ihm.
Er bildete sich auf der Akademie zu Petersburg weiter, ging 1870 nach Frankreich und Deutschland, wo er sich 1871 in München aufhielt und hier Schüler Karl Theodor von Pilotys war, und ließ sich 1872 in Rom nieder.
Im Jahr 1870 kam der Künstler letztmals nach Charkiw, um den Familienbesitz zu verkaufen, darunter einige Gemälde, die heute im Kunstmuseum Charkiw ausgestellt sind.
Er wählte die Motive zu seinen Geschichts- und Genrebildern vorzugsweise aus dem griechischen und römischen Altertum, gelegentlich auch aus dem Neuen Testament. Höchsten Glanz und Reichtum der Farbe suchte er mit genauer Nachbildung des Stofflichen zu verbinden. Er strebte zumeist nach sinnlicher Wirkung, gesteigert durch das Spiel des Sonnenlichts.
Vor dem Wollust- und Grauenerregenden schreckte er nicht zurück, wofür besonders sein Hauptwerk, Die lebenden Fackeln des Nero (1876, Verbrennung christlicher Märtyrer vor Nero und seinem Hof), bezeichnend ist. Theodor Fontane lässt einen der Protagonisten seines Romans Die Poggenpuhls dieses Bild folgendermaßen beschreiben:

„[…] das war ein Bild, so groß wie die Segelleinwand von einem Spreekahn oder wohl eigentlich noch größer, und rechts an der Seite, ja, da war ja nun das, was die Gelehrten die ‚Fackeln des Nero‘ nennen, und ein paar brannten auch schon und die andern wurden eben angesteckt. Und was glaubst du nun wohl […], was diese Fackeln eigentlich waren? Christenmenschen waren es, Christenmenschen in Pechlappen einbandagiert, und sahen aus wie Mumien oder wie große Wickelkinder, und dieser Nero, der Veranstalter von all dieser Grässlichkeit, der lag ganz gemütlich auf einem goldnen Wagen, und zwei goldfarbne Löwen davor und der dritte Löwe lag neben ihm, und er kraulte ihn in seiner Mähne, als ob es ein Pudel wäre.“

Von seinen übrigen Werken sind zu nennen: Alexanders Vertrauen zu seinem Arzt Philippus (1870), Christus und die Ehebrecherin (1871), Das Weib oder die Vase und Der bettelnde Schiffbrüchige (zwei Genrebilder aus dem altrömischen Leben, 1879), Der Schwertertanz (1880), Christus bei Maria und Martha (1886), Glühwürmchen, ein Liebespaar in Pompeji, und Phryne (1888).

## Siemiradzkis Monumentalgemälde

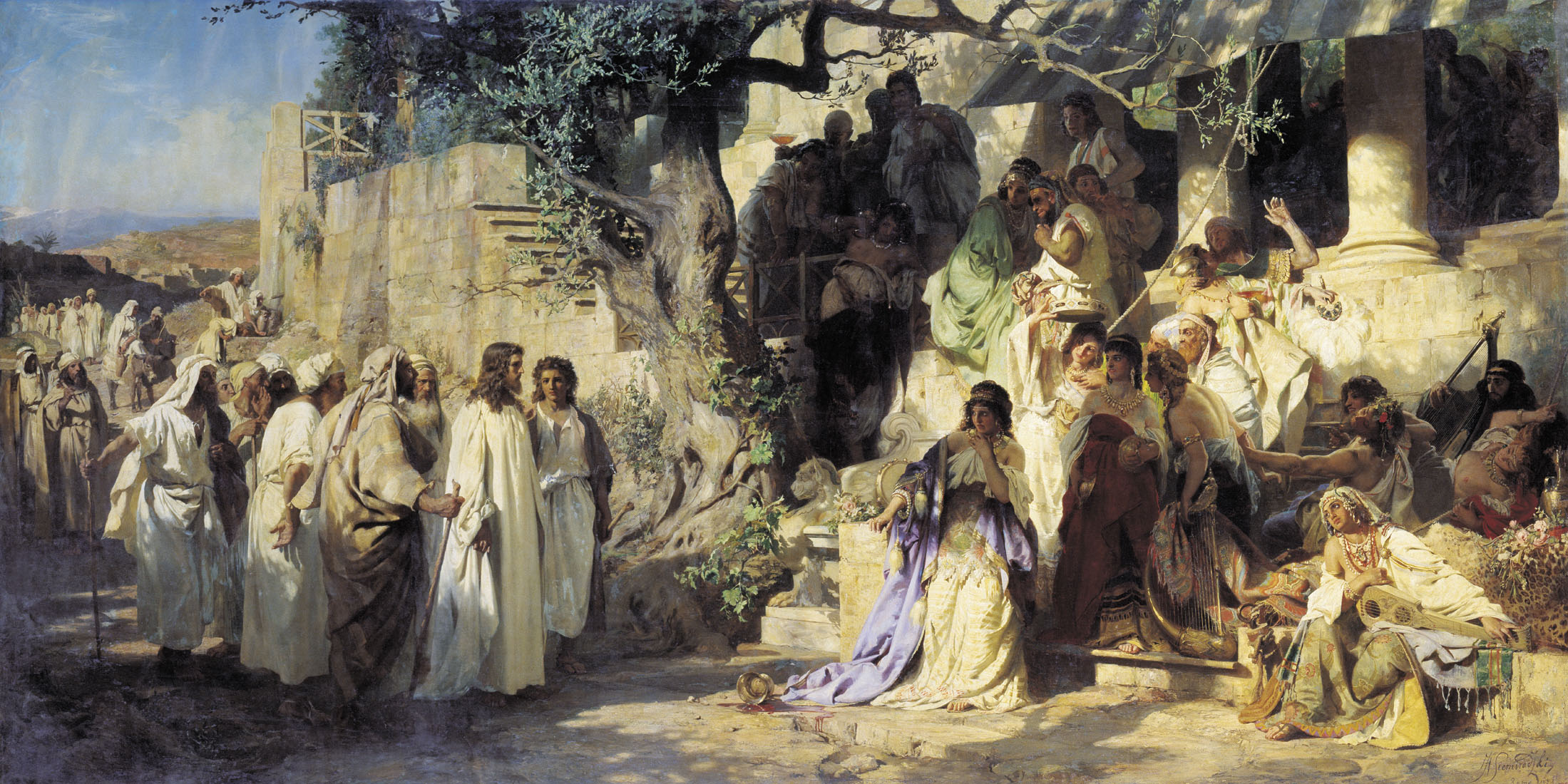
Christus und Sünder, 1875
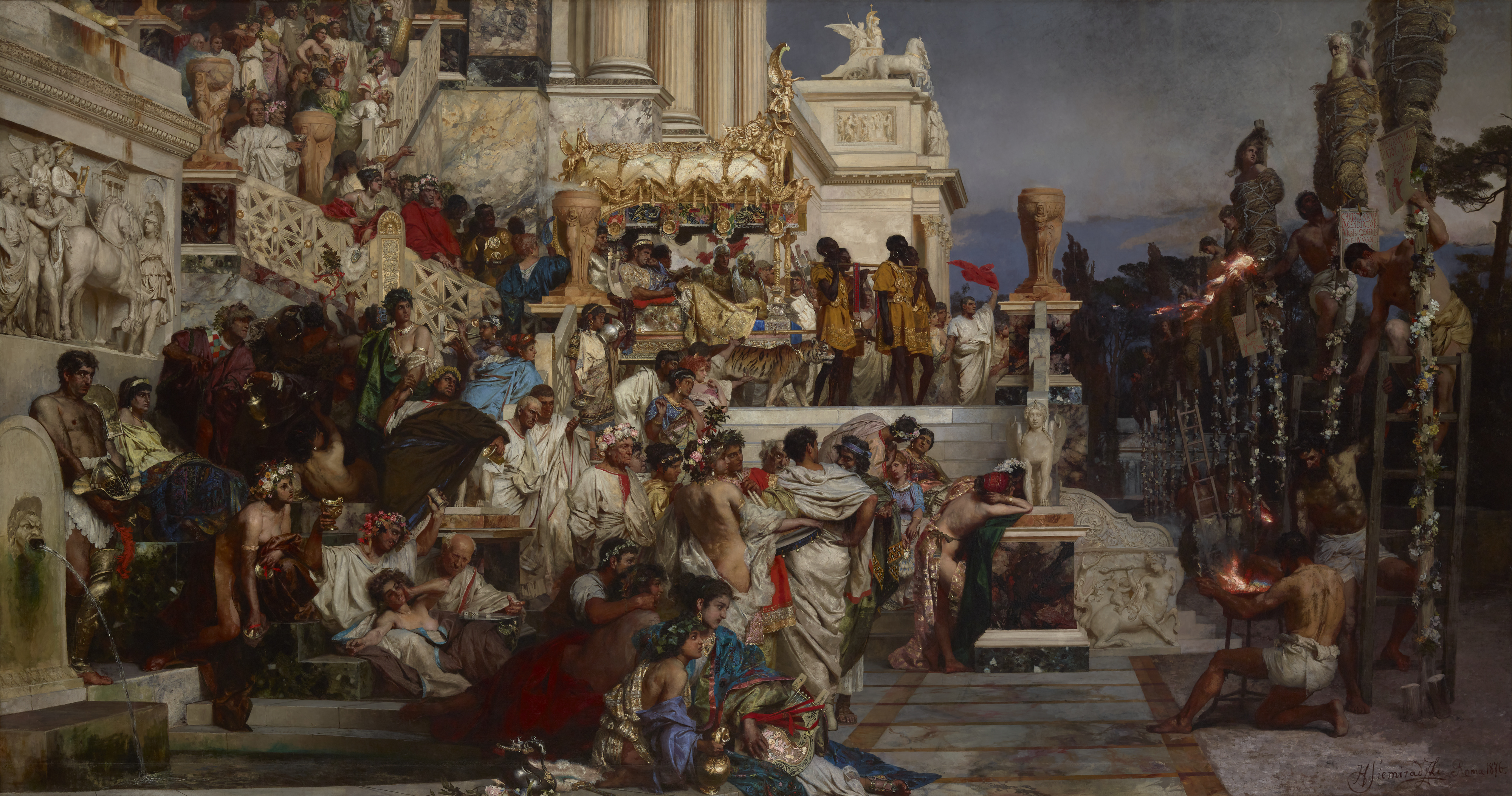
Die Fackeln des Nero, 1877
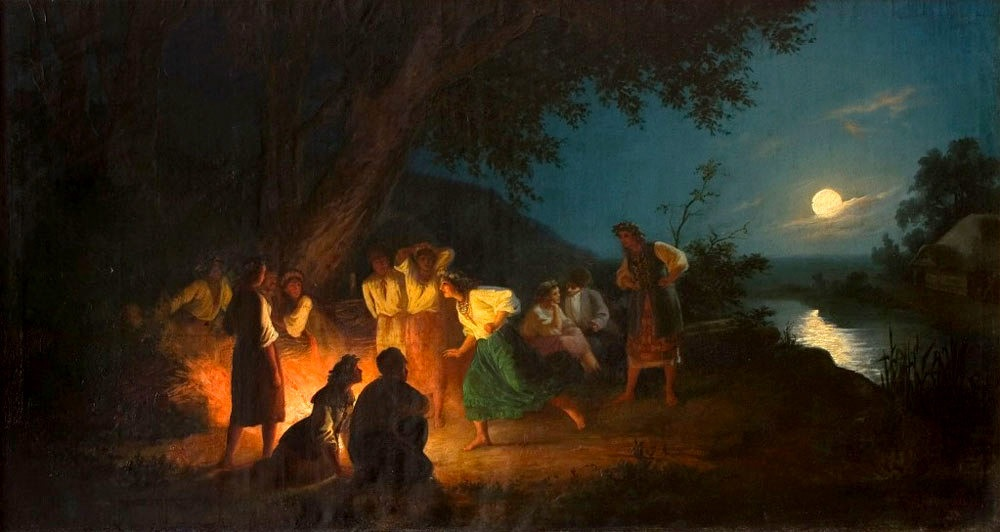
Vorabend des Kupala, 1880er Jahre
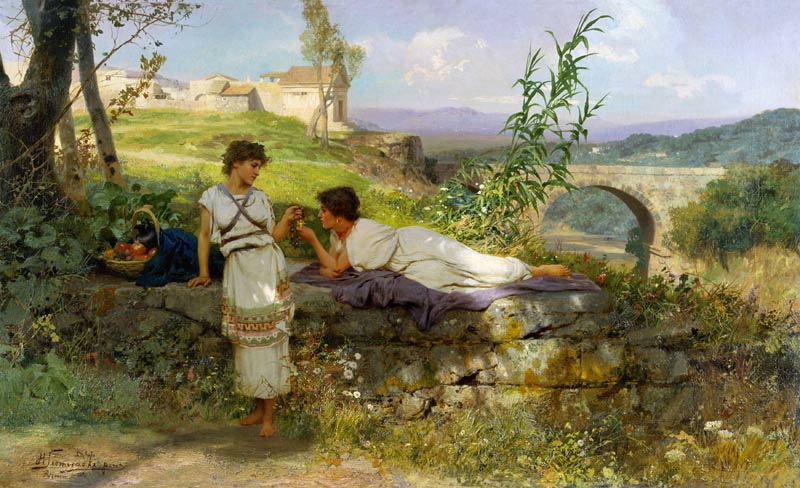
Das Amulett, 1880er Jahre
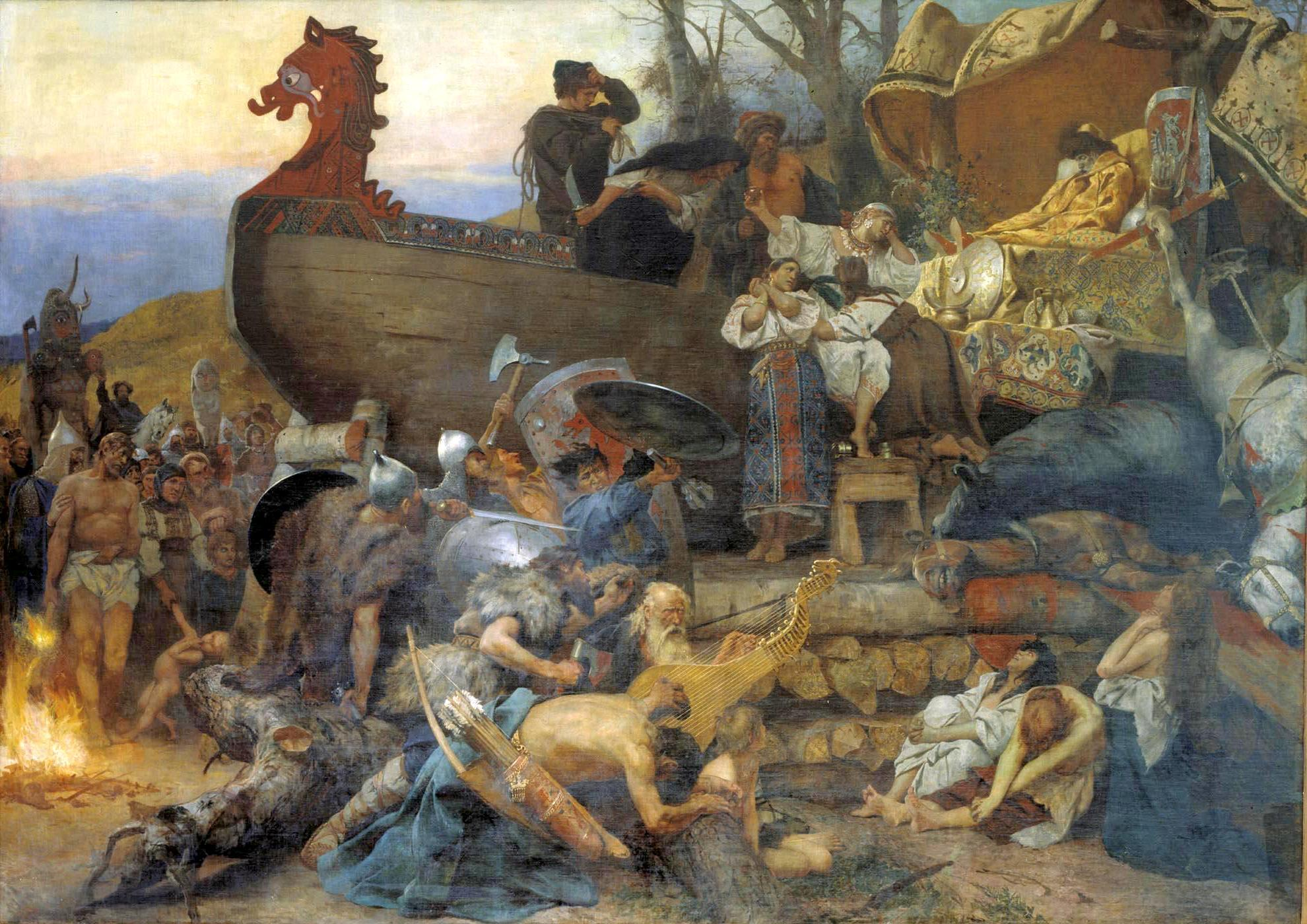
Begräbnis eines russischen Häuptlings, 1883
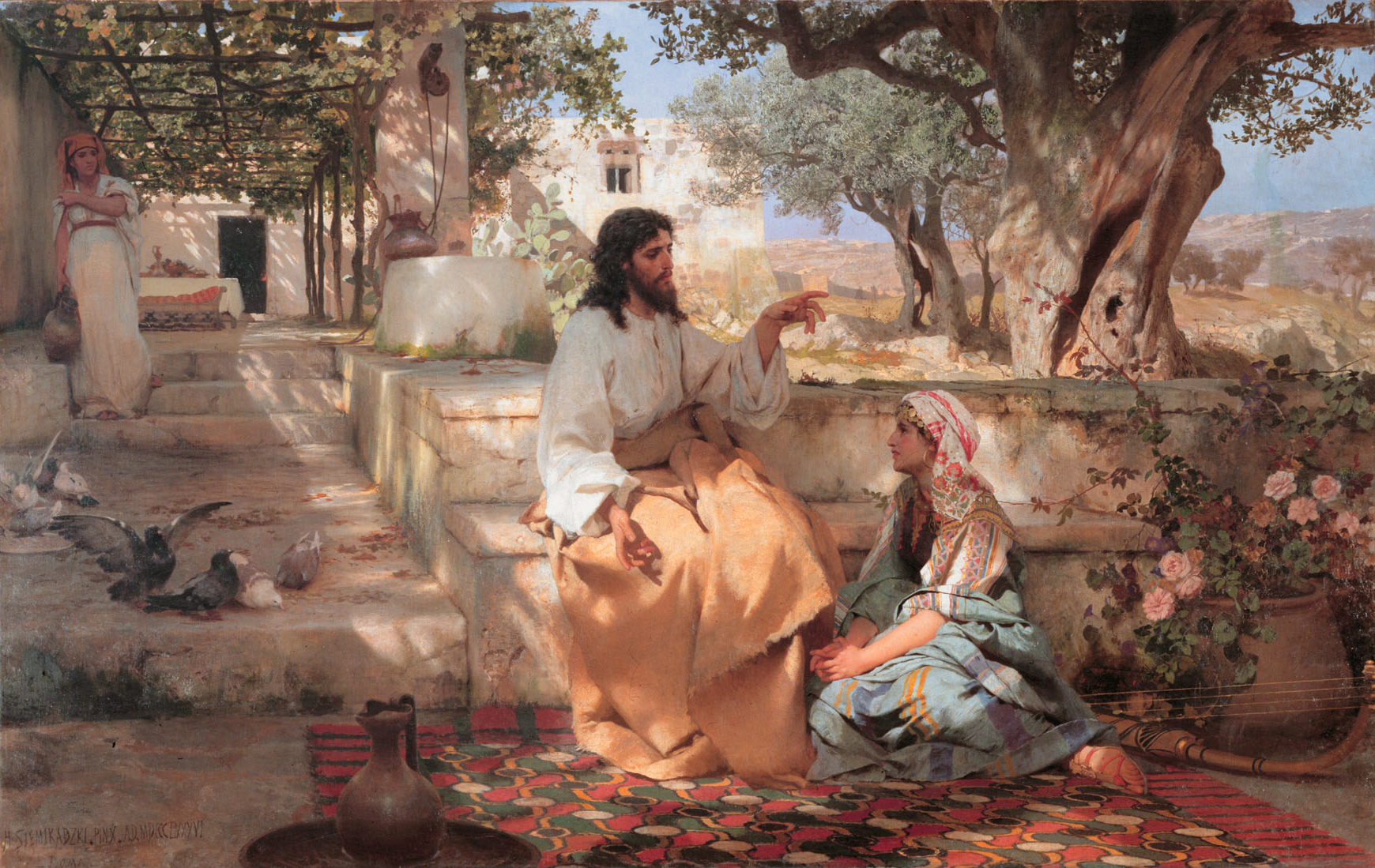
Christus bei Maria und Martha, 1886
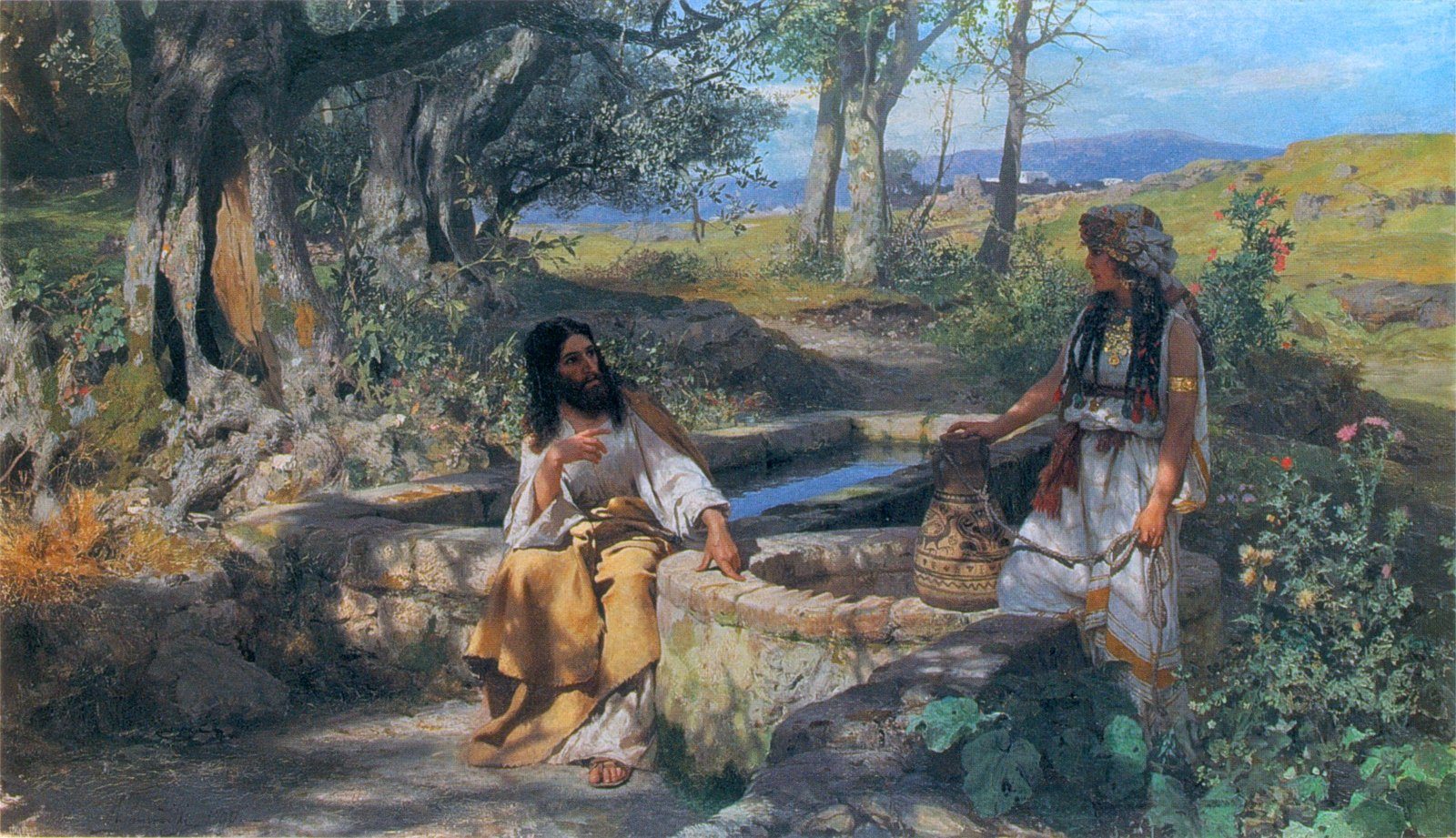
Christus und die Samariterin, 1890
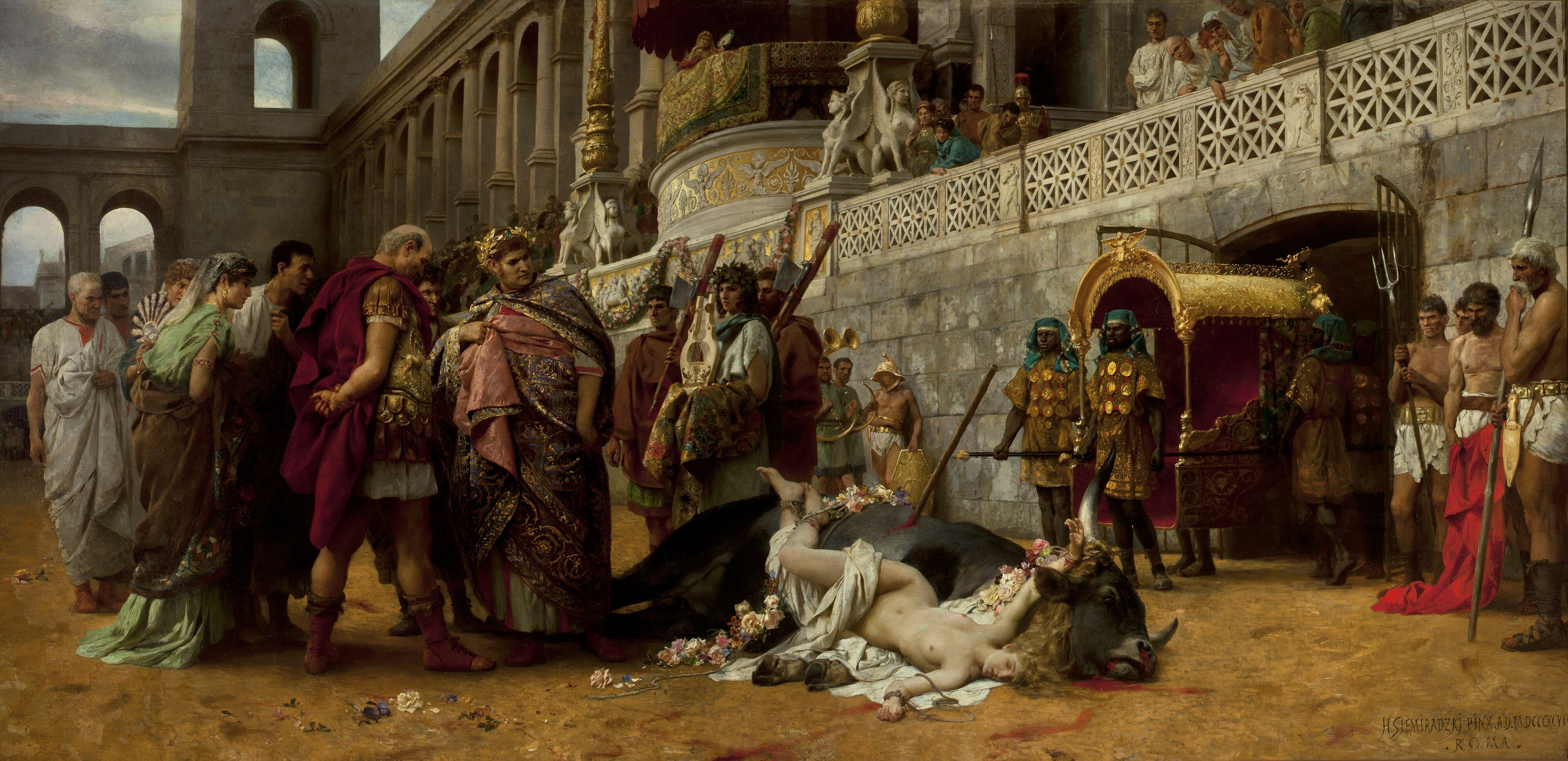
Eine christliche Dirke, 1897